# Rudas gyógyfürdő
A Rudas gyógyfürdő Budapest egyik, nagyrészt a török hódoltság idejéből megmaradt török fürdője (ilidzsá vagy más néven kaplidzsá).

## Fekvése
A Rudas gyógyfürdő az Erzsébet híd budai hídfőjénél található. Postacíme: 1013 Döbrentei tér 9.

## Elnevezése

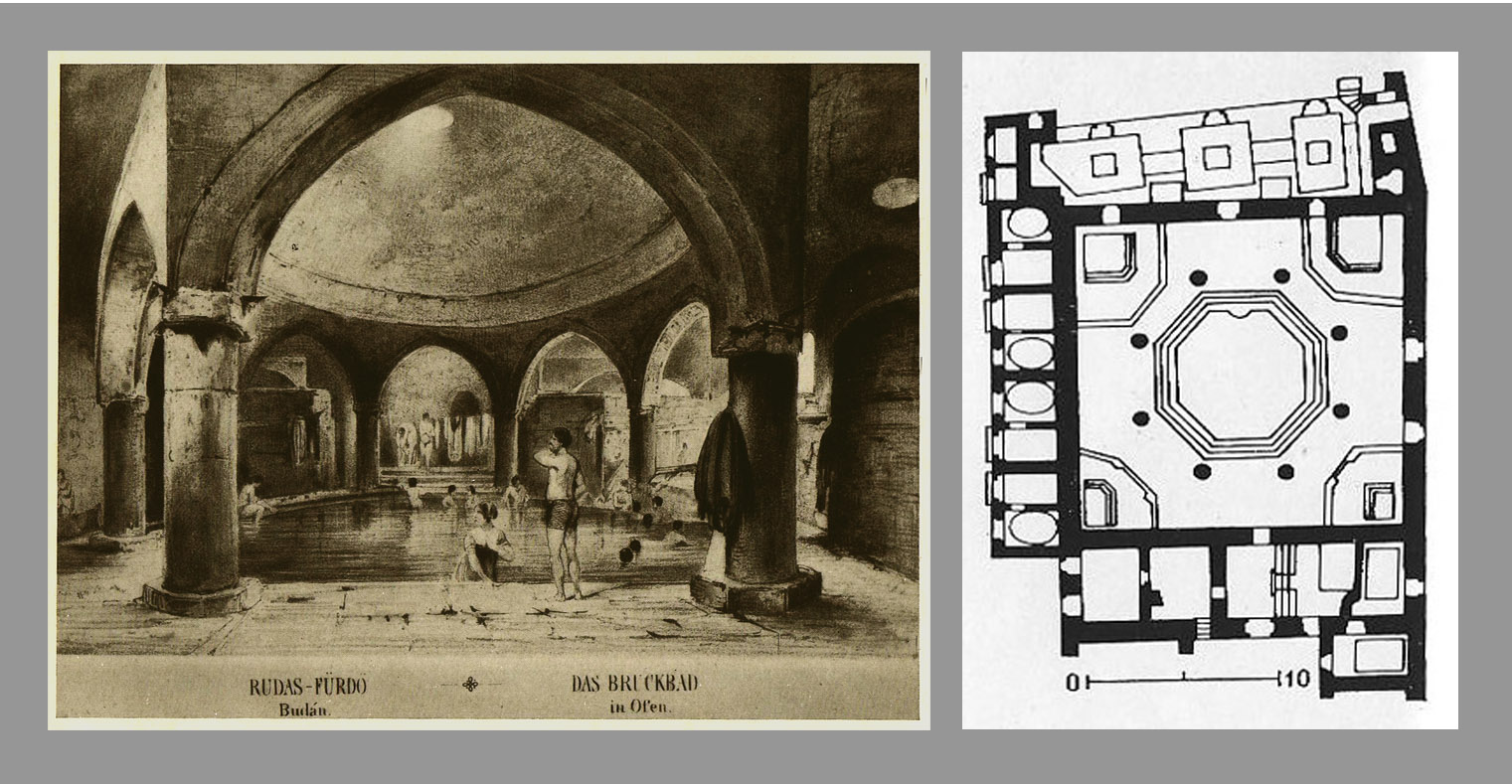
A Rudas fürdő egy 20. század eleji képeslapon

A fürdő török neve egykor a „Zöldoszlopos fürdő” (törökül yeşil direkli ılıca) volt, amelyet azért kapott, mert a fürdőmedencéje fölötti boltozatot tartó nyolc oszlop közül az egyik zöld színű volt. A magyar elnevezés kialakulásában megoszlik a kutatók véleménye. Vannak, akik szerint a Rudas elnevezés, a fürdő vendégeit Pestről átszállító komp rúdjára utal. Mások délszláv etimológiát sejtenek a szó mögött, a ruda (bánya) délszláv kifejezés alapján, ami ugyanazt jelenti, mint a Mineralbad német elnevezés. A fürdő törökül illidzse, a tabáni szerbek és bosnyákok Rudna-ilidzsának nevezték. A rudnából ered a ruda (bánya) főnév, szóösszetételeiben pedig ásványt, ásványost jelöl. Rudna ilidzse tehát annyit jelent, mint „ásványvízfürdő”. Vagyis a fürdő neve a délszláv-török Rudna ilidzsa elnevezésből német közvetítéssel magyar nyelven Rudas fürdő lett.

## Története
1292-ből származó okirat említi először a Rudas gyógyfürdő forrásait az ún. alhévízi források között. Az Anjou-királyok korából ismert útleírások már „messze-földről keresett” gyógyforrásnak, és fürdőhelynek nevezték. A telek a török hódoltság előtt a kalocsai érsek tulajdona volt. A mai fürdő közelében állt Szent Gellért-templom alapjait 1937-ben feltárták, és ugyanekkor egy fürdőmedence alapjait is megtalálták. Az eredeti fürdőt Ali budai pasa 1556-ban megkezdett munkálatokkal kijavíttatta, majd Szokollu Musztafa átépíttette, és Zöldoszlopos fürdőnek nevezte el. Evlija Cselebi részletesen beszámol a fürdőről úti leírásban:
A Zöldoszlopos hévíz leírása: (...) E nagy medence körül, a nyolc boltív alatt, nyolc darab hánefi mosómedence van. Elbűvölő, tiszta és szennytelen masszőrök is vannak ott, akik indigókék törülközőbe csavarják fehér testüket. A fülkékben a fürdőzők szolgálatára állnak, s kívánságuk szerint letisztítják őket. Ám ennek a hévíznek a vize mérsékelten meleg. (...) A öltözőterem fala kívülről négyszögletes, rajta egy zsindellyel fedett, nagyon széles hatalmas kupola van, amely alá ezer muszlim harcos is befér.
A török uralom megszűnését követően a fürdő az Udvari Kamara birtokába került, majd 1703-ban I. Lipót császár és király adományozó levelével kísérten azt Buda városának ajándékozta. A Rudas gyógyfürdő így nemcsak a főváros, hanem az ország egyik legrégebbi, több mint háromszáz esztendős, ma is működő közintézménye. Buda városa üzemeltetésre vállalkozóknak adta bérbe az igazgatást, akik 1794-ben ill. 1804-ben kibővítették az épületet. 

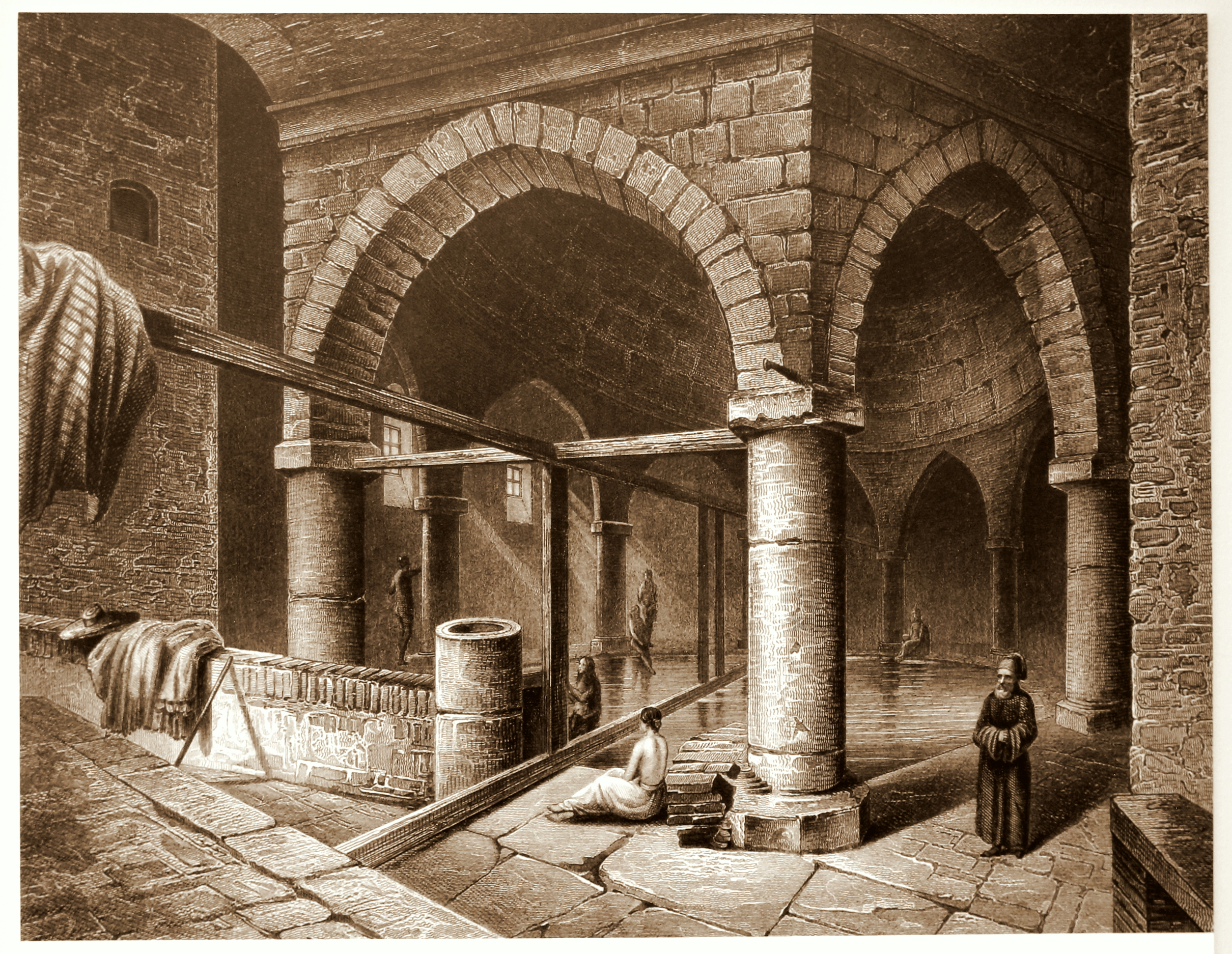
A fürdő az 1850-es években

A 19. század elején már a Rudas a társasági élet központja volt, a gyógyudvarban zenekar játszott. Számos apróbb alakítást követően Offner Ferenc polgármester megbízásából Dankó József tervei alapján 1831-ben fejezik be fürdő átalakítását, átépítését. Buda városa a régi török fürdőhöz kád- és kőfürdőt építtetett, valamint egy 15 szobából álló „vendég-szállást” azaz szállodát is létesített, ebédlővel és biliárdteremmel.  Ez a klasszicista épületegyüttes Budapest ostroma során elpusztult.
A fürdőbelépő 1831-től 24 krajcár és 1 forint 30 krajcár között mozgott, a viszonylag magas ár ellenére azonban jó kihasználtsággal működött a fürdő.
1866-ban újból átépítették a fürdőt, majd Buda városa saját kezelésbe vette. Az első intézkedések egyike az volt, hogy megtiltották a nők és férfiak közös fürdőzését.
1876-ban Ybl Miklós tervei alapján belül is átépítik a fürdőt és bővítik az ún. Dankó-szárnyat. 1883-ban a főváros átépítette a fürdőt, ekkor a törökfürdőt egybenyitották az akkor megépült gőzfürdővel. 1894-ben megnyílt a Rudas úszócsarnoka, melyet azonban csak a nyári hónapokban üzemeltettek, ugyanis a vendégforgalom a téli időszakban nagyon gyér volt. Úgy tervezték, hogy a fürdő iránti érdeklődés a szomszédos Erzsébet híd átadását követően ugrásszerűen meg fog nőni, azonban a látogatói létszám csak lassan emelkedett. A fürdő forgalma az első világháború alatti időkben érte el a csúcspontját, amikor már az éjszakai nyitvatartást is fontolóra vették. A nagy forgalomra való tekintettel 1908-ban a főváros közgyűlése határozatot fogadott el, a mindinkább elavult, helyenként több mint százesztendős részek teljes felújítására, amelyre azonban a világháború kitörése miatt nem került sor. A látogatók elsősorban a fürdőrészt látogatták, az "Aranybárány" szállodát több lépésben átalakították.
Főváros közgyűlésének 1916. április 12-i ülésén határozatot hozott, hogy az akkori nevén Eskü-téri híd (ma: Erzsébet híd) építésekor feltörő Hungária forrás vizét palackozva is forgalomba hozza. A gyógyvíz közel 90 éven keresztül „Harmatvíz” márkanéven volt kapható. Erre a célra a szálloda kevéssé kihasznált épületét ásványvíz-palackozó üzemmé alakították át. A változások elsősorban a földszinti szobákat érintették, amelyek egybenyitásával jött létre a töltőüzemrész. A korábbi lépcsőházat elbontották, szélesebb, új építésűvel helyettesítették. Új födém készült, új ablakok kerültek a régebbiek helyére. 1944 elején a pince és a földszinti részen félköríves vasbeton töltőrészt alakítottak ki, e változások mai napig megőrződtek.
1933-ban a Rudast gyógyfürdővé nyilvánították, 1936 szeptemberében a nők számára megszűnt a gőzfürdő, ugyanis a női napokon (heti három délután) alig 20-30 vendég volt, míg férfinapokon több mint 120. Az úszócsarnokot 1930-ig a férfiak és nők csak felváltva vehették igénybe. A főváros közgyűlésének 1936. június 26-ai határozata alapján a fürdő homlokzatának teljes felújítása kezdődhetett meg, valamint a Juventus kádfürdőkabinok számát 10 helyiséggel növelték. 1936. november 27-én a főváros közgyűlése hozzájárult a meglévő, és korábban már működő rádiumos kádfürdőhelyek számának hárommal történő kibővítésére, valamint külön orvosi kezelők létesítéséről, továbbá a szállodai helyek növeléséről döntött, a korábbiak felújításával összekötve. Így ez az épületrész immáron 23 szobával – hivatalos nevén is – „gyógyszállóként” működött. A munkálatok különböző ütemben, de összességében 1937 őszén fejeződtek be. Átadták mindezekkel egy időben a felújított étteremrészt is, ahol a főváros kívánalmainak megfelelően már az új diétás étrend dominált. Tervbe volt véve a műemlék jellegű kupolás csarnok, továbbá az egyes ivócsarnokok közötti összeköttetés megteremtése, de ennek megvalósítására nem került sor.
A Rudas épülete a második világháborúban súlyosan megsérült. 1951–52-ben Tőkés György tervei alapján a fürdőt újjáépítették, 1954-től 28 ágyas kórházi osztályt is létrehoztak. Ivócsarnokát 1965-ben adták át. Az uszodarészt 1986-ban Tóth Tamás tervei alapján állították helyre.
2012-ben a fogadócsarnokot és az épület homlokzatát állították helyre. A homlokzatot és a tetőszerkezetet az 1800-as évek végi állapotnak megfelelően állították helyre, korabeli fotók és tervrajzok alapján.
2014-ben a Rudas fürdő egy wellnessrészleggel bővül, melyben több új medence és egy szaunavilág kap helyet. A fürdő tetőteraszán egy termálvizes jakuzzit is kialakítanak.

## Épülete
A fürdő hosszúkásan elnyúló épülete három részből áll: a déli épületrészben korábban palackozóüzem működött, ezt 2014-ben teljesen átépítették wellnessrészleggé. Érdekessége a tető déli végén kialakított szabadtéri medence, ahonnan a fürdőzők a rakpart és a Duna forgalmát a szabad térből figyelhetik meg. Ettől északabbra az uszoda épülete található, az épületegyüttes északi végében pedig a török kori fürdő kupolás épülete található. A törökfürdő és az uszoda között helyezkedik el a fogadócsarnok.

## A fürdő medencéi, szaunák, gőzfürdő
A Rudas fürdő saját fedett úszómedencével, Budapest legmelegebb, gyógyvizes uszodájával rendelkezik (29 °C-os). A medence két részre van osztva, a keskenyebb sáv a mellúszóknak van fenntartva. Az úszócsarnokban egy szauna is található.
Az épület külön részében található a gőzfürdő. Itt van Budapest legmelegebb gyógyvizes medencéje (42 °C). A gőzfürdőben további három meleg vizes (30, 33, 36 °C), egy langyos vizes (28 °C), valamint egy hideg vizes (16 °C) medence található.

## A fürdő gyógyvize
A Rudas fürdő közelében 21 meleg vizű forrás található, a legnagyobbak az Árpád I., II., III., a Beatrix, a Mátyás, a Gül Baba, a Török, a Kossuth, a Kara Musztafa és a Rákóczi, valamint Hygieia és a Diána (utóbbi kettőből elsősorban az uszodát táplálják). Az ivócsarnokban az Attila- (kénes), a Hungária- (hidrogénkarbonátos) és a Juventus-forrás (rádiumos) vize iható. A források feltárását és a víz elemzését Weszelszky Gyula végezte el a 20. század elején.
A radioaktív hévíz tartalmaz nátriumot, kalcium-magnézium-hidrogénkarbonátot és szulfátot, továbbá a fluoridion-tartalma igen jelentős. A fürdőzés javasolt az ízületek degeneratív betegségeivel, idült és félheveny ízületi gyulladással, porckorongsérvvel, idegzsábával, valamint a csontrendszer mészhiányával küszködők részére.

## Proxy-órás rendszer
A Rudas gyógyfürdőben ún. proxy-karórás beléptető rendszer működik. A „karórában” egy, bizonyos információk tárolására alkalmas csip van. Ezeket különböző leolvasó-berendezéssel jeleníthetjük meg. A ruhafogas piktogrammal ellátott, a fürdő számos pontján megtalálható berendezéssel például megtudhatjuk, melyik szekrényben vagy kabinban helyeztük el ruhánkat. Ha például szekrényes belépőt veszünk, akkor a számozott szekrény gombjához nyomva vagy a kabin ajtajához érintve proxy-óránkat, azt a szekrényt ill. kabint magunknak lefoglaljuk, s ezután csak saját „óránkkal” tudunk nyitni ill. zárni.

## Érdekességek
- A Martinovics-összeesküvés leleplezése után az összeesküvésben részt vevők közül többen itt vetettek véget életüknek. A 19. században is számos ember követett el öngyilkosságot a Rudasban.
- Az 1988-ban bemutatott Vörös zsaru című amerikai Schwarzenegger-film első jeleneteit itt forgatták.
- A CTV és a Showtimes által Budapesten forgatott Borgiák című angol tv-sorozat első évadának 9. részében látható nápolyi fürdőjelenetet a Rudas fürdőben forgatták.[7]

## A Rudas gyógyfürdő archív felvételeken

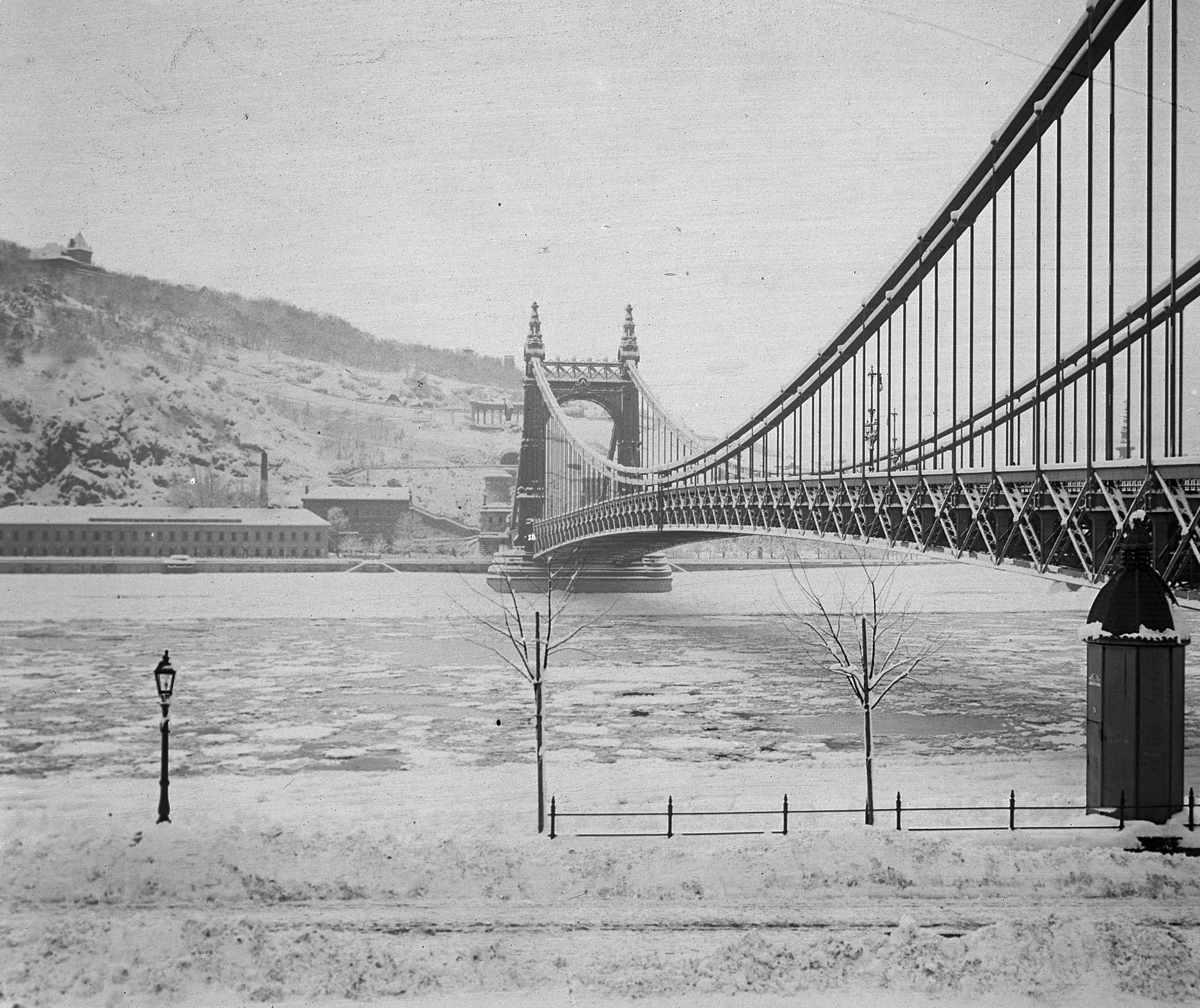
A Rudasfürdő 1907
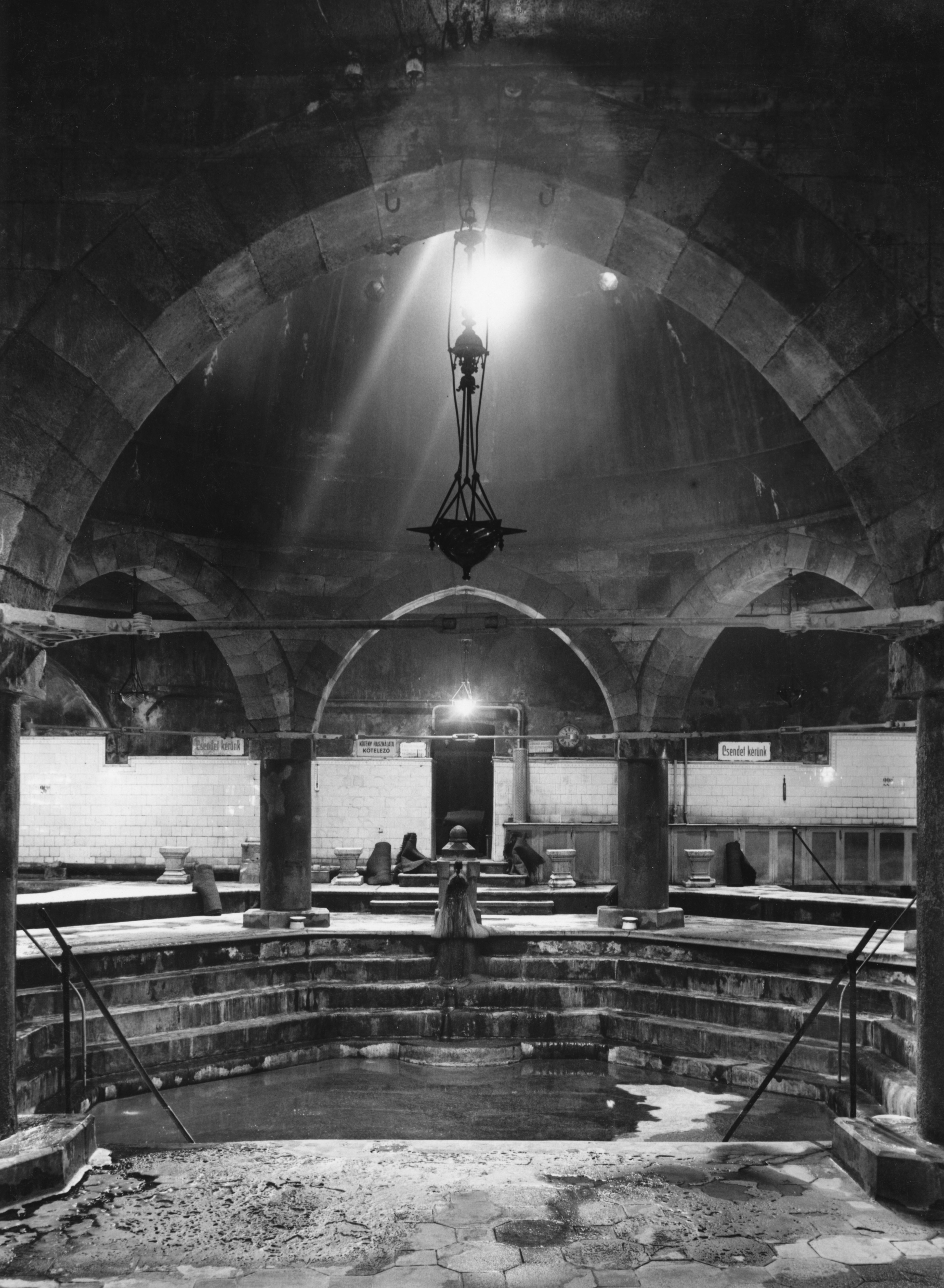
A törökfürdő 1940 körül
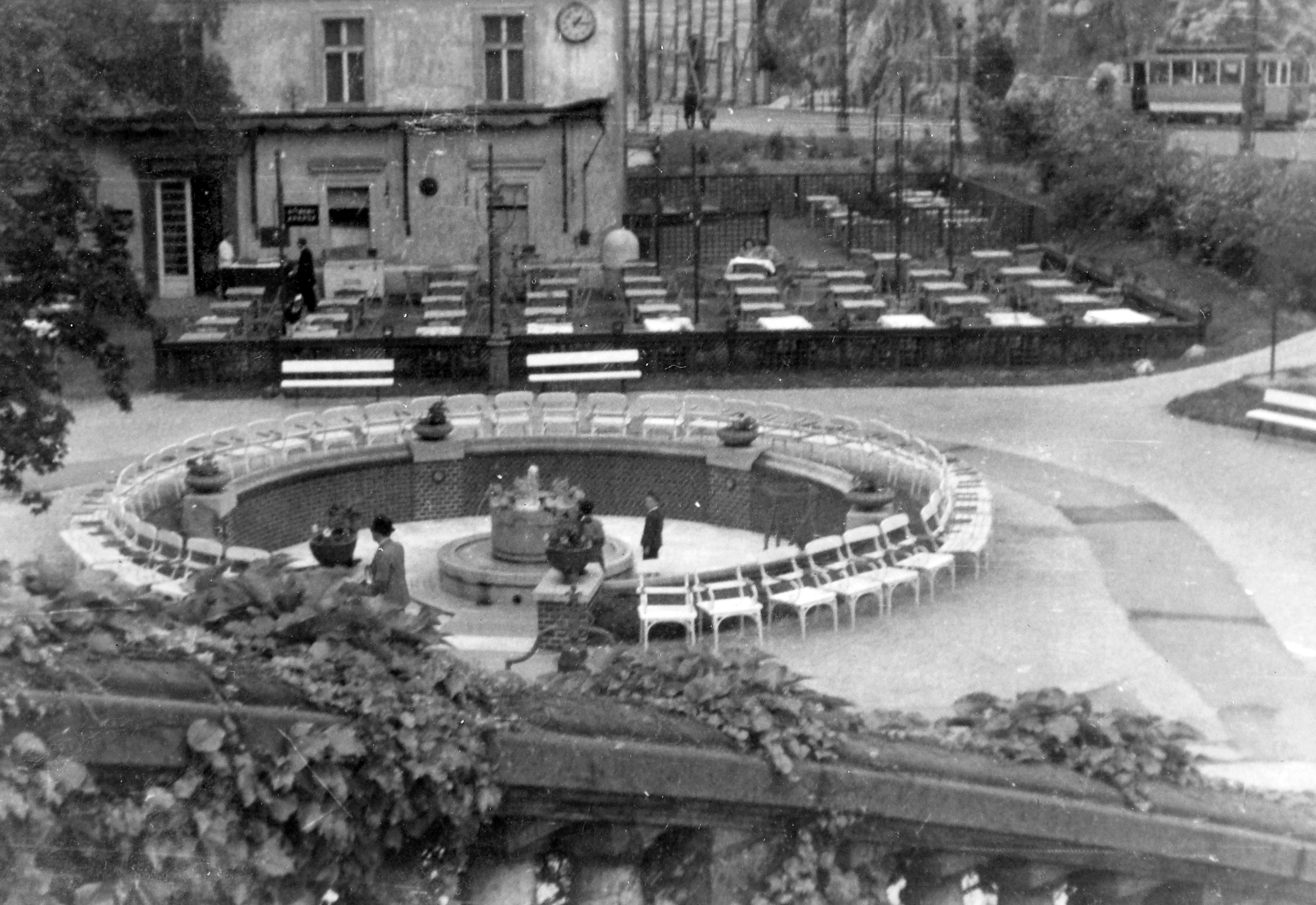
A Hungária ivóforrás
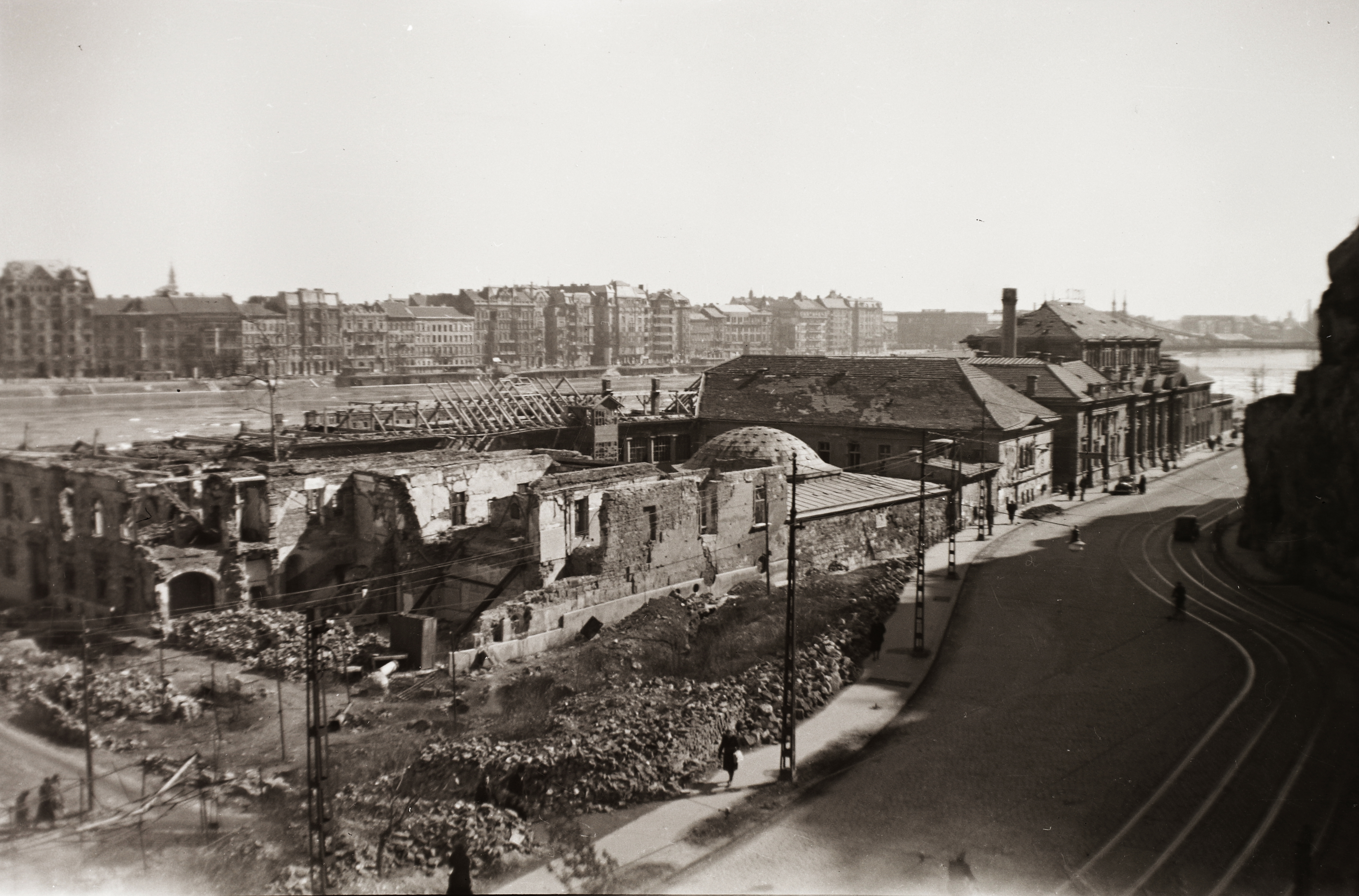
A fürdő épülete a második világháború után
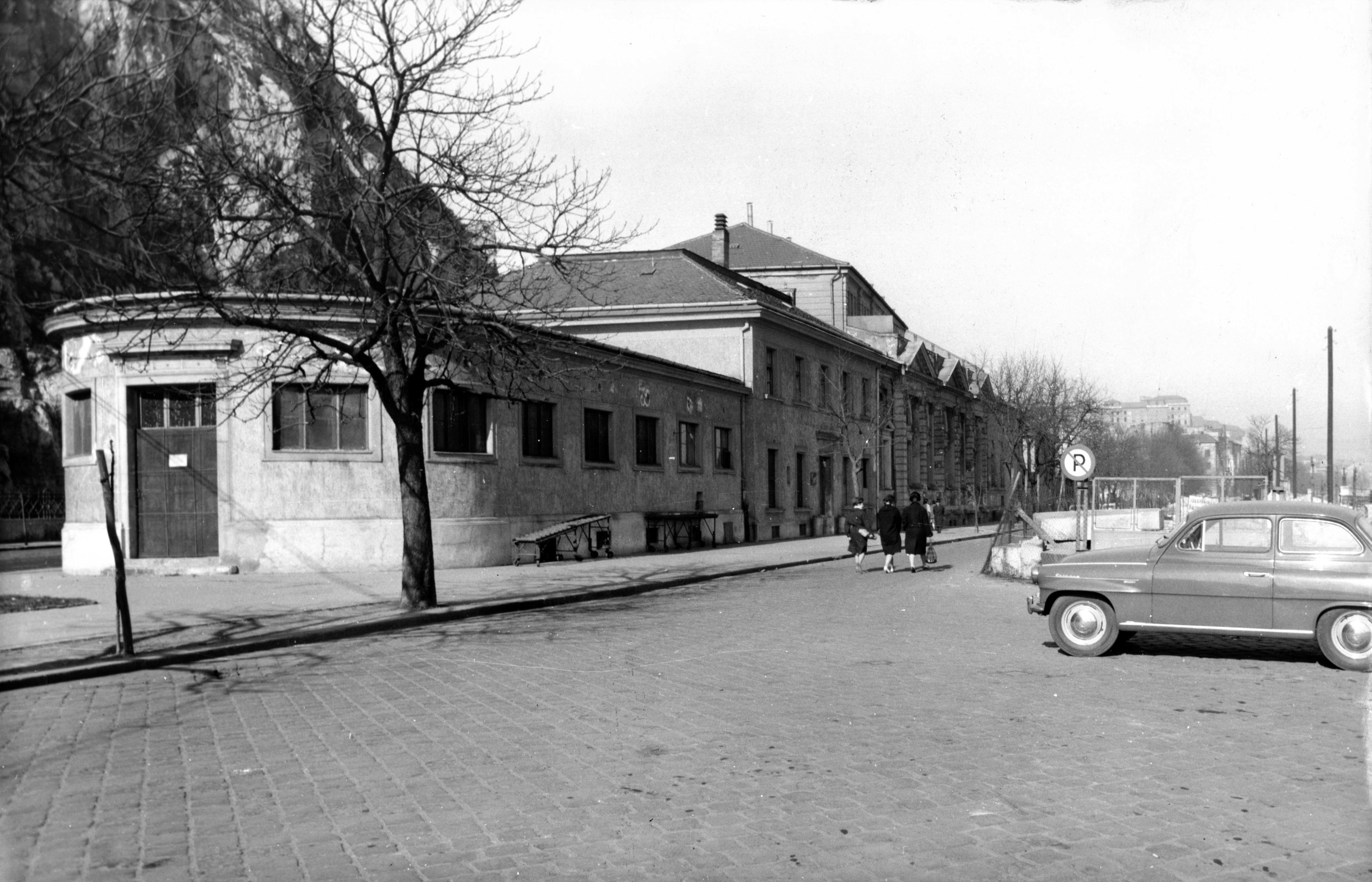
A fürdő épülete 1960-ban
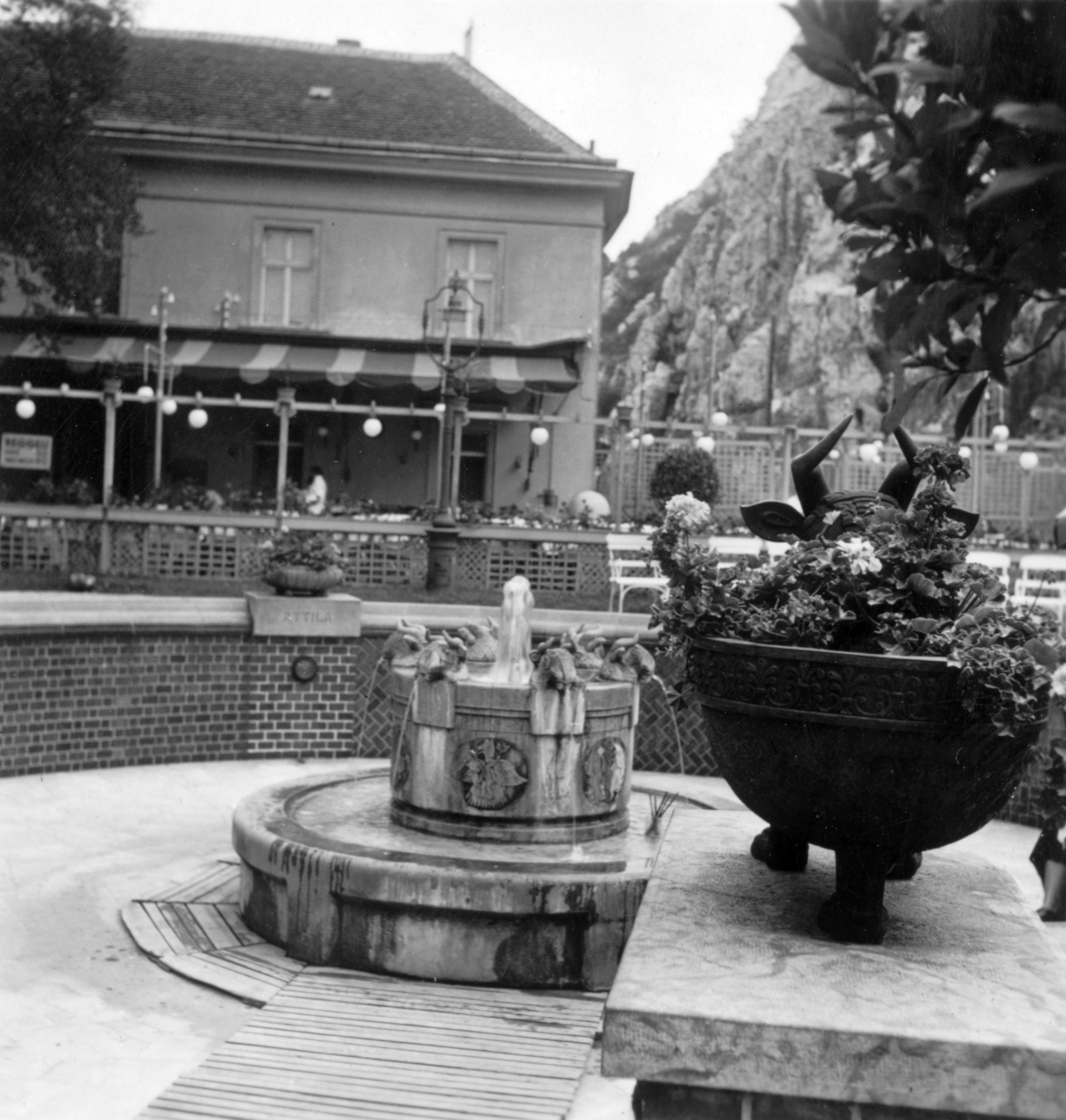
A Hungária ivóforrás

## Képgaléria

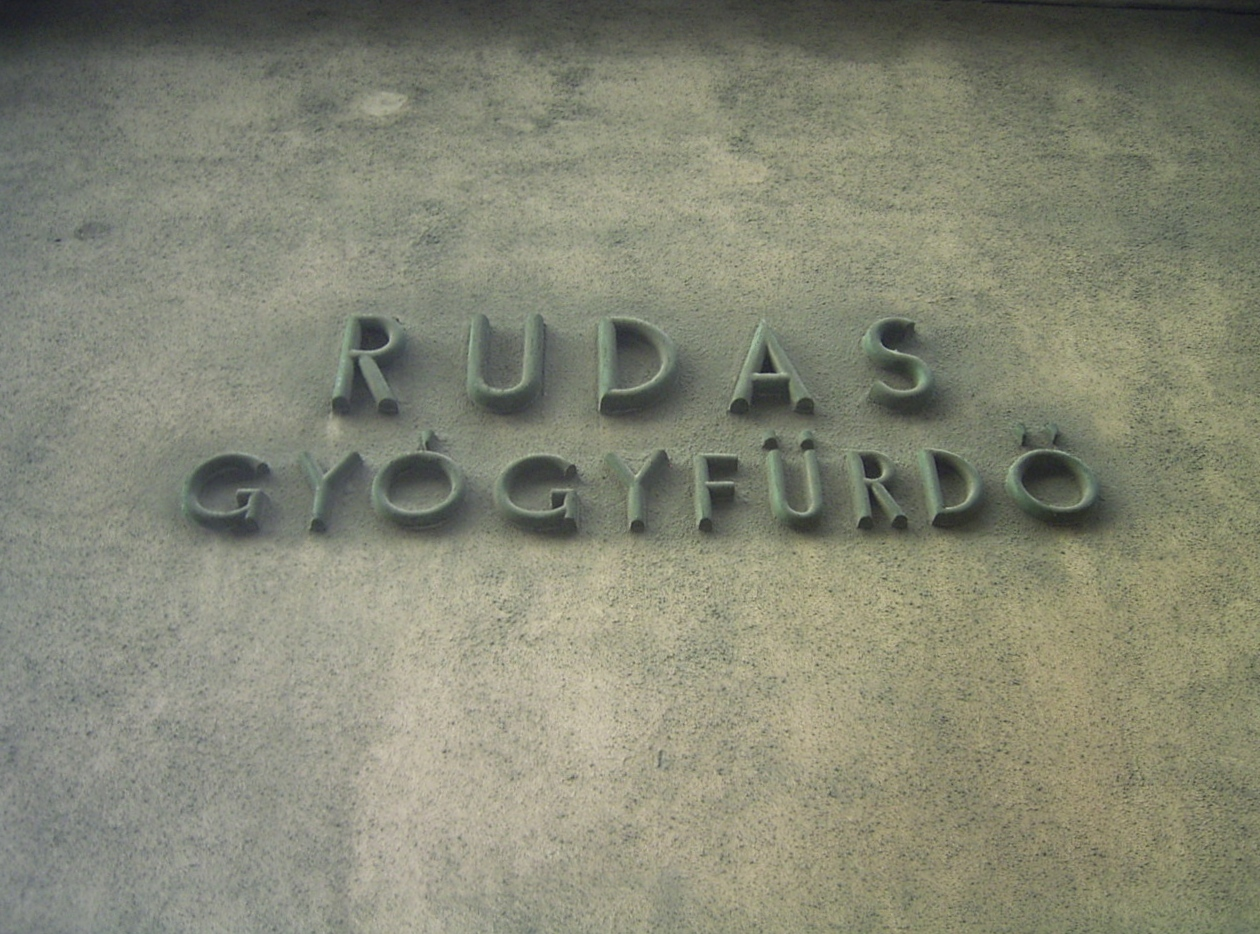
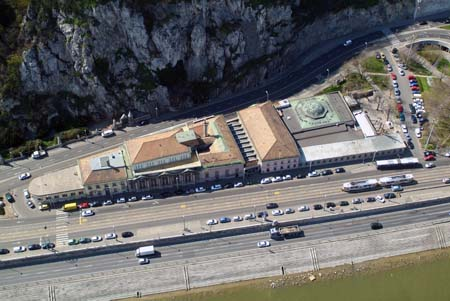
A fürdő légi felvételen
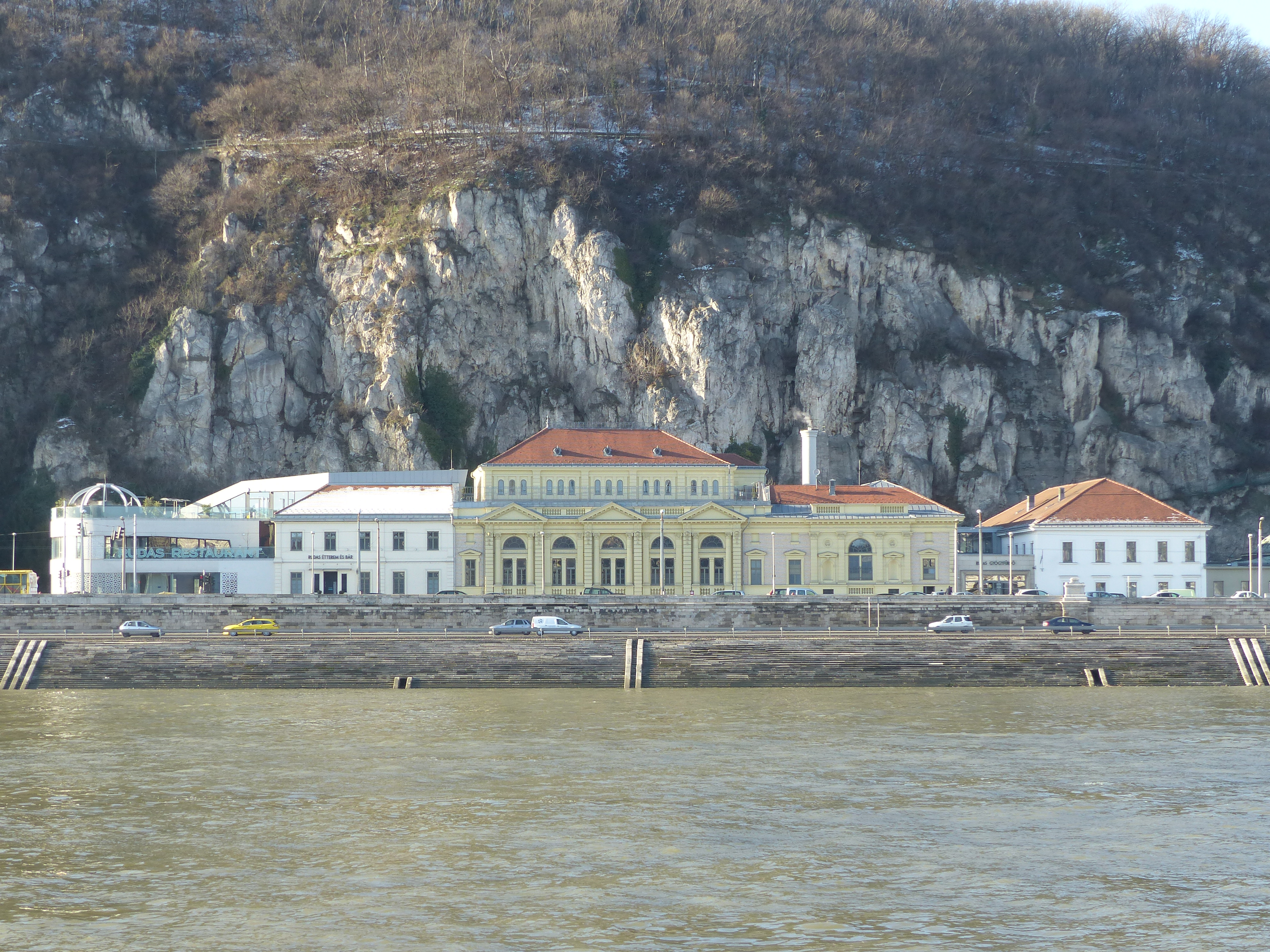
A fürdő 2018-ban
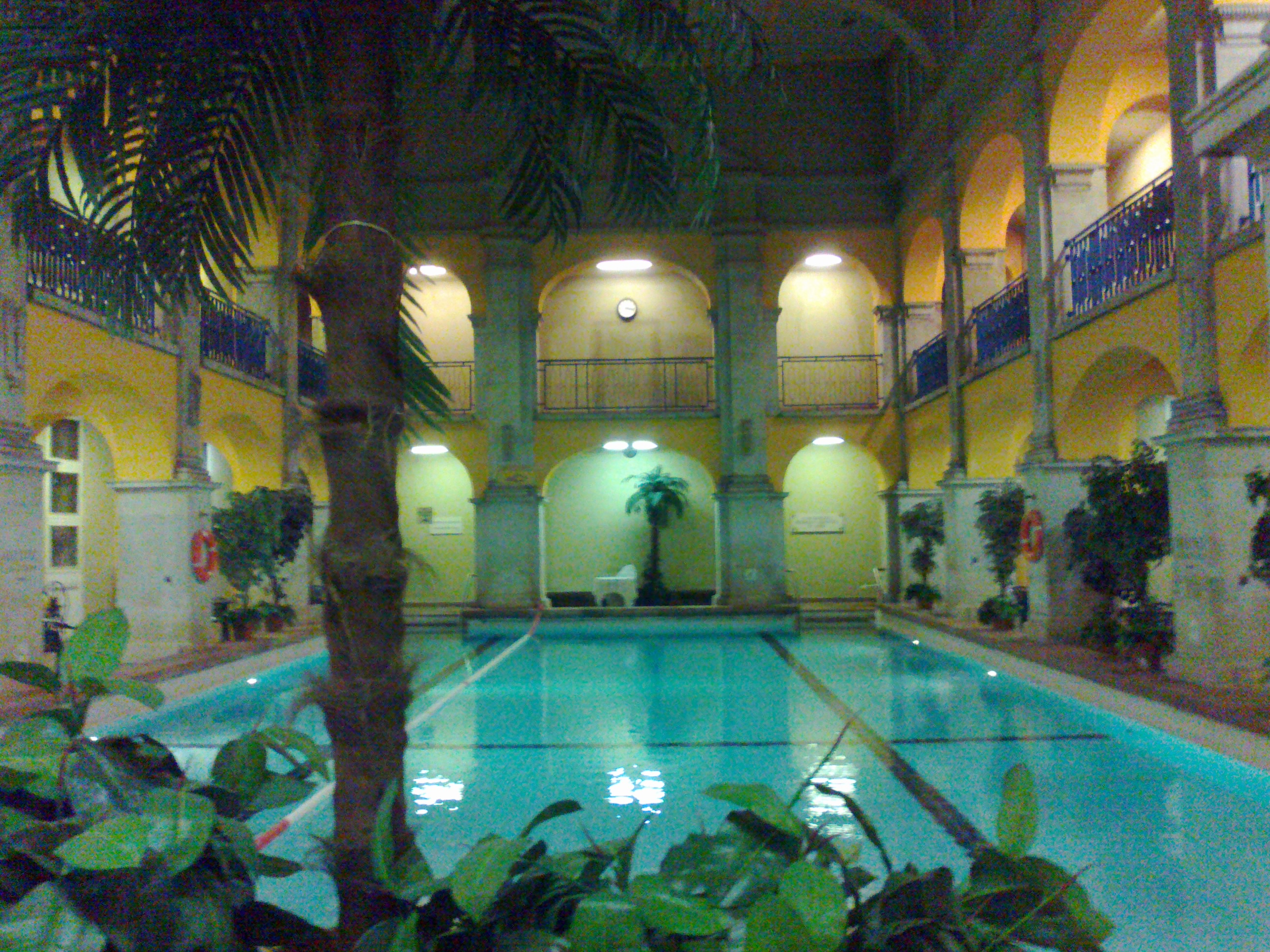
Az úszómedence a felújítás előtt
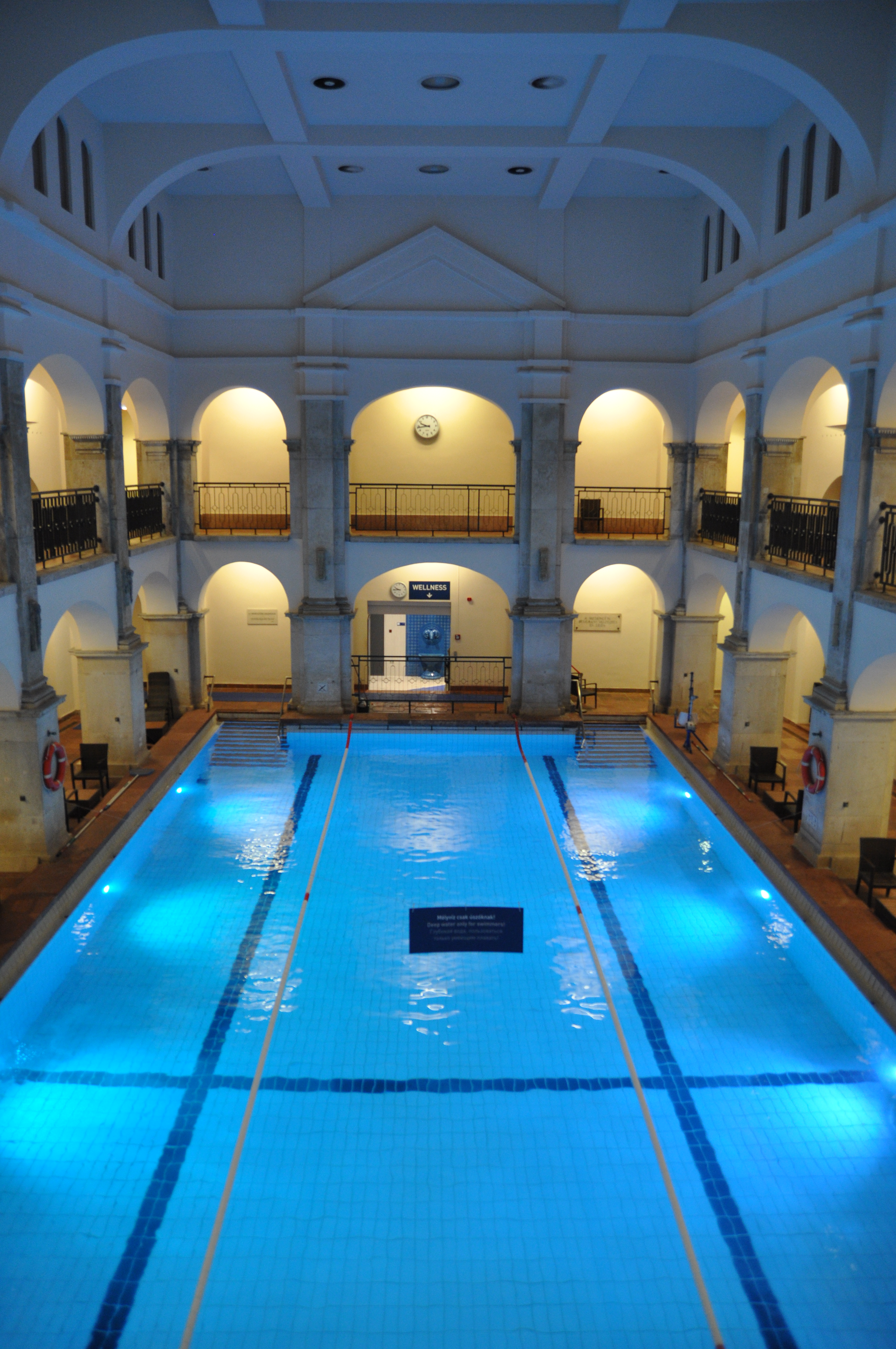
Az úszómedence a felújítás után (29 °C)
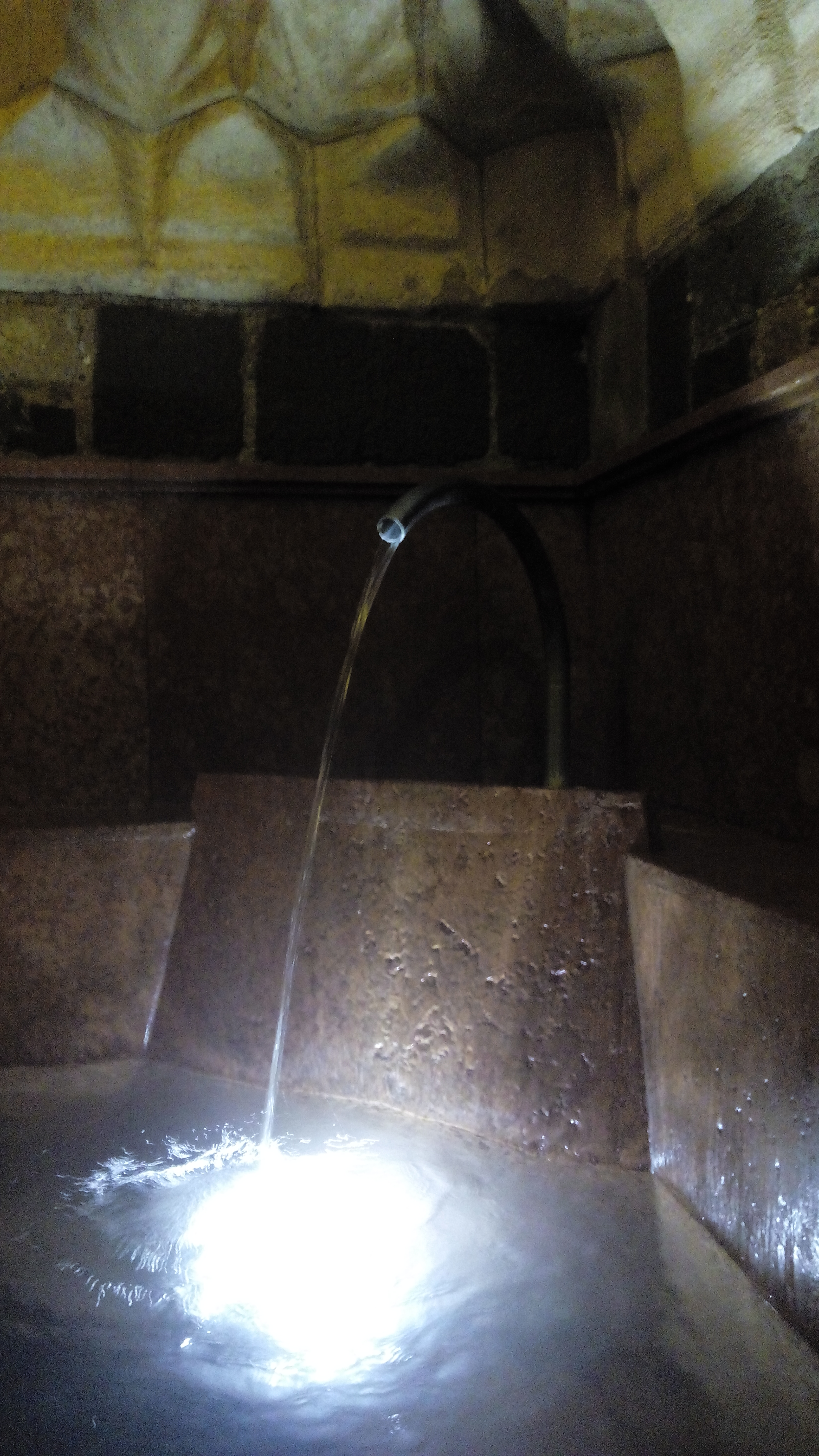
A 30 °C-os termálmendence
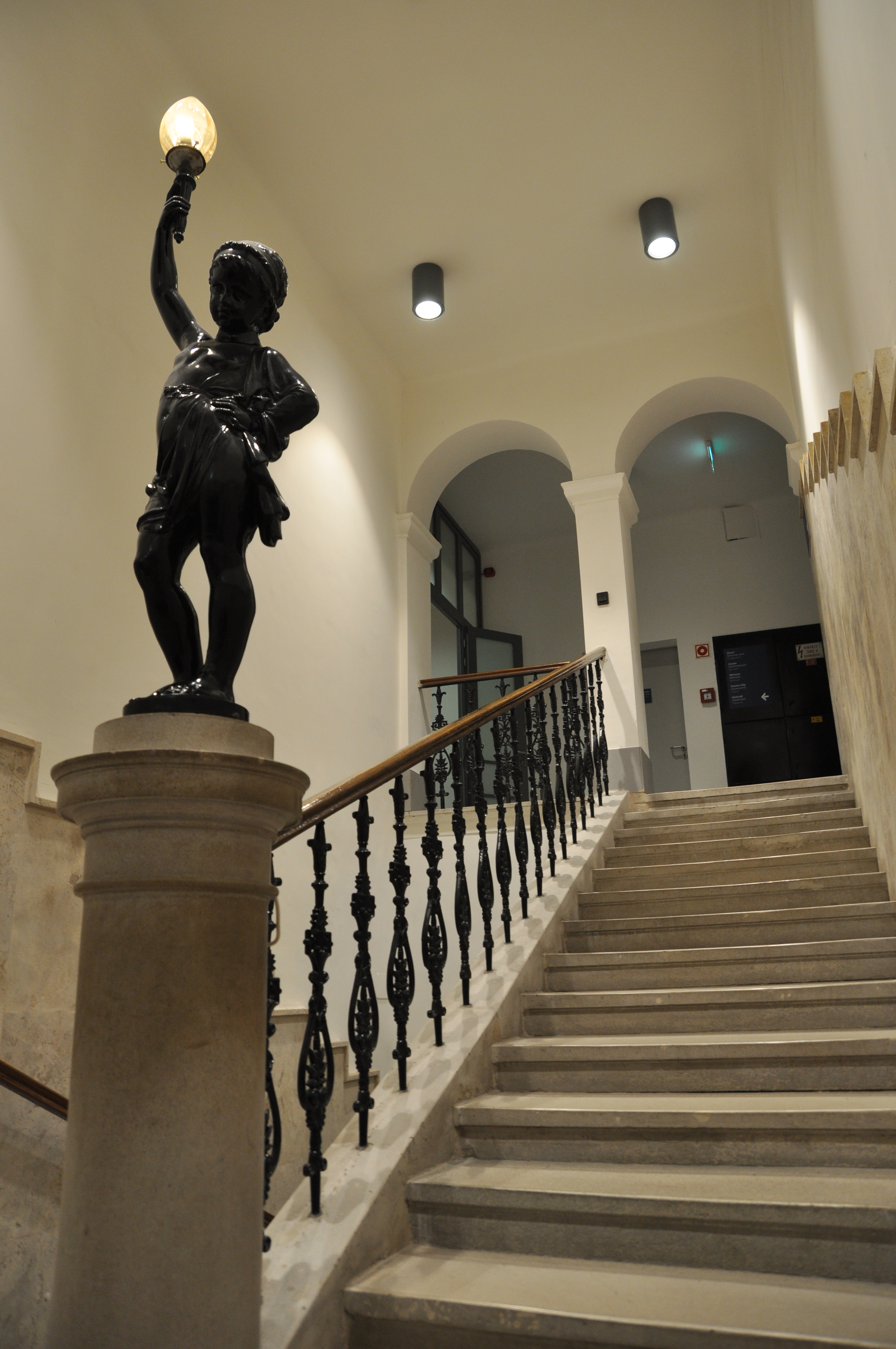
Wellnessbejárat
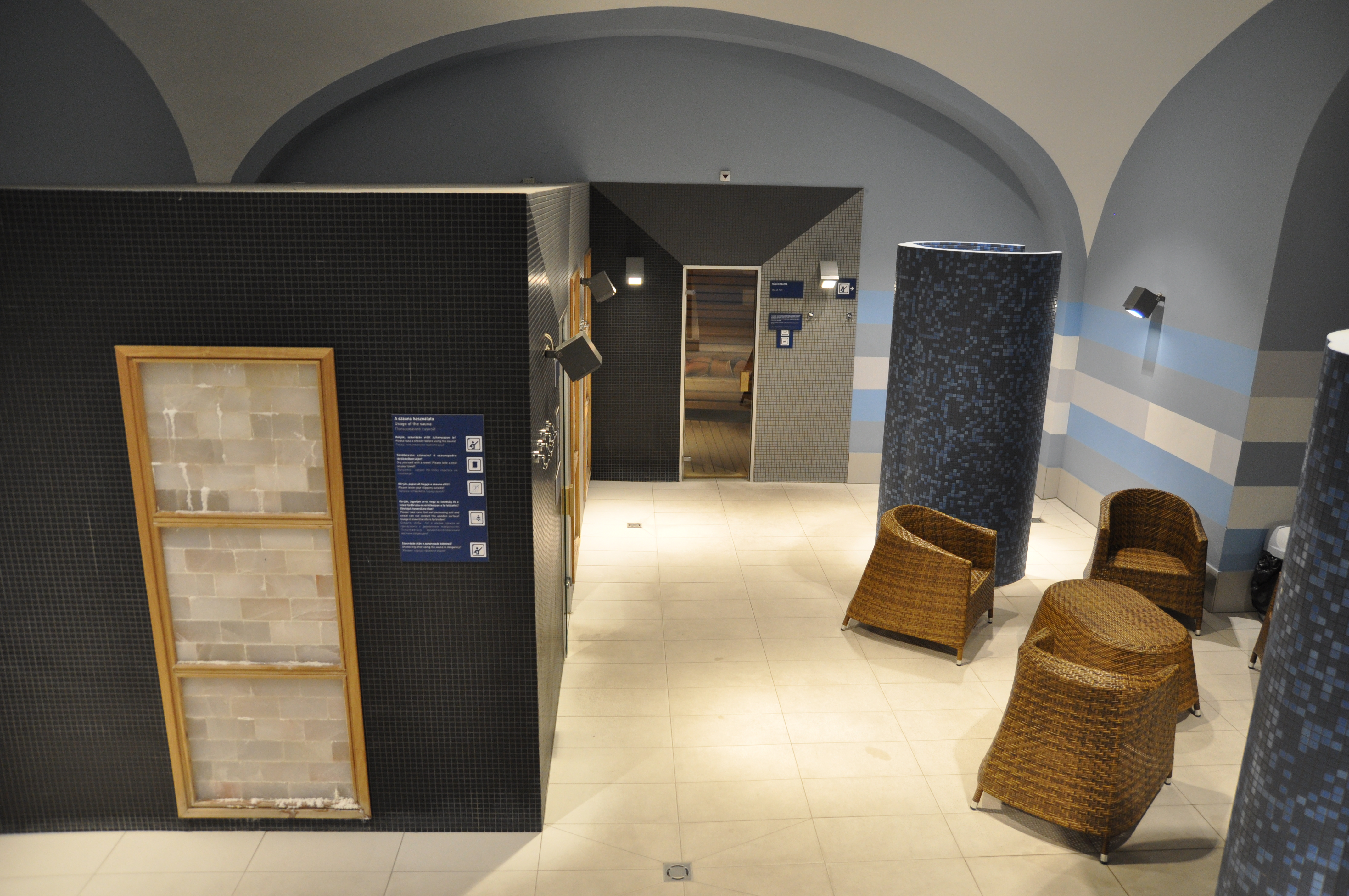
Szaunavilág
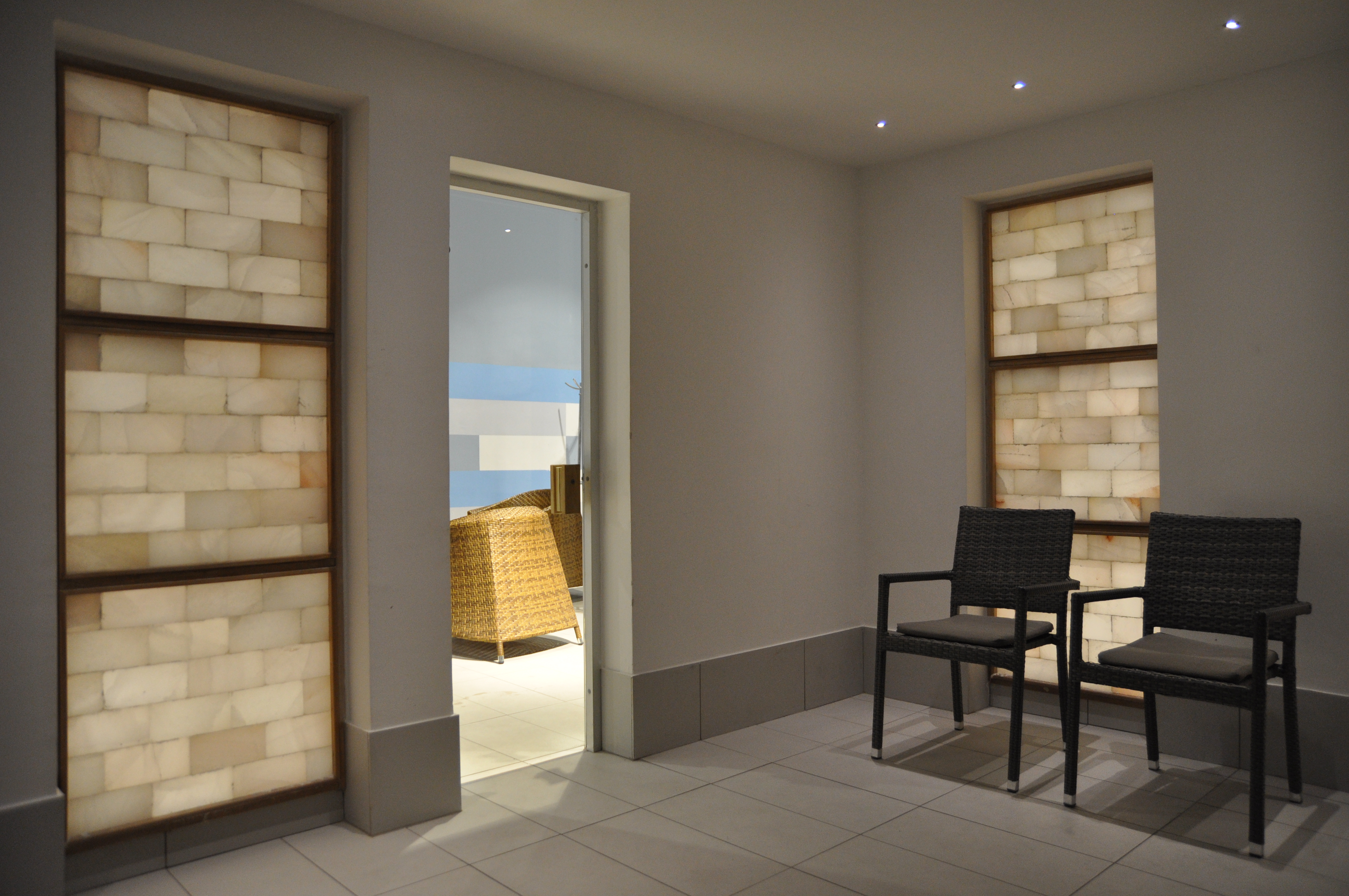
Sókamra
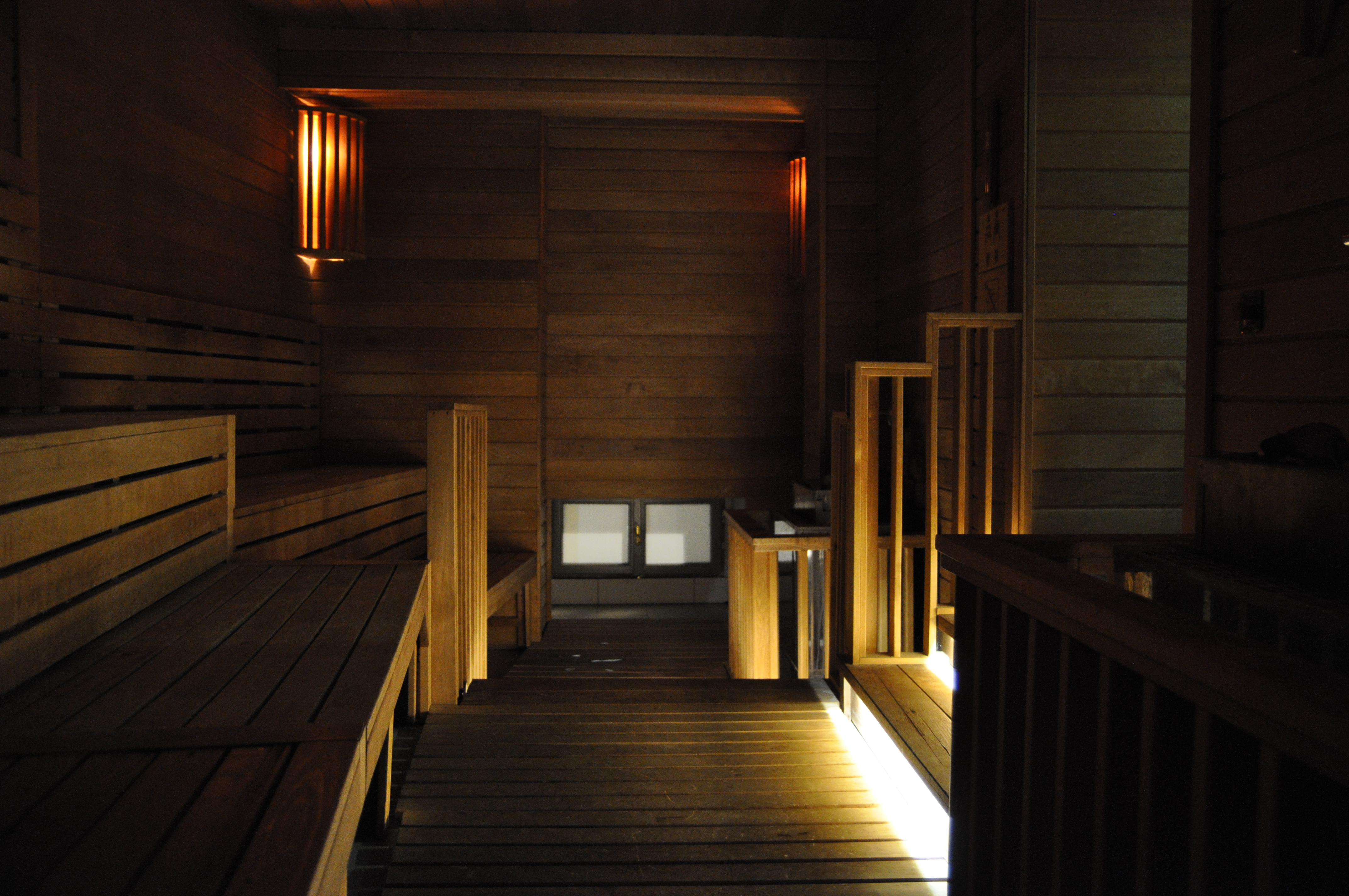
Finn szauna
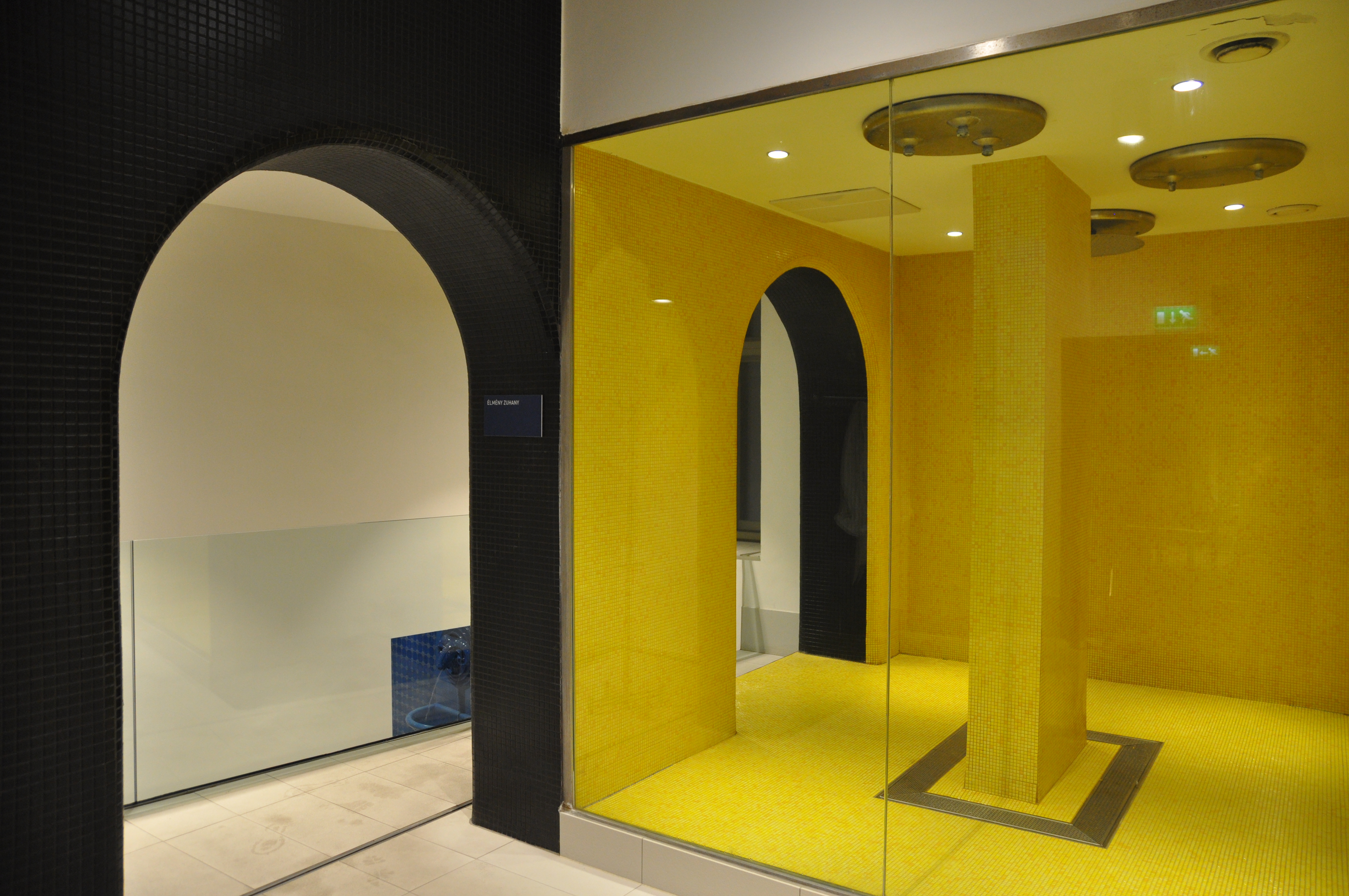
Élményzuhany
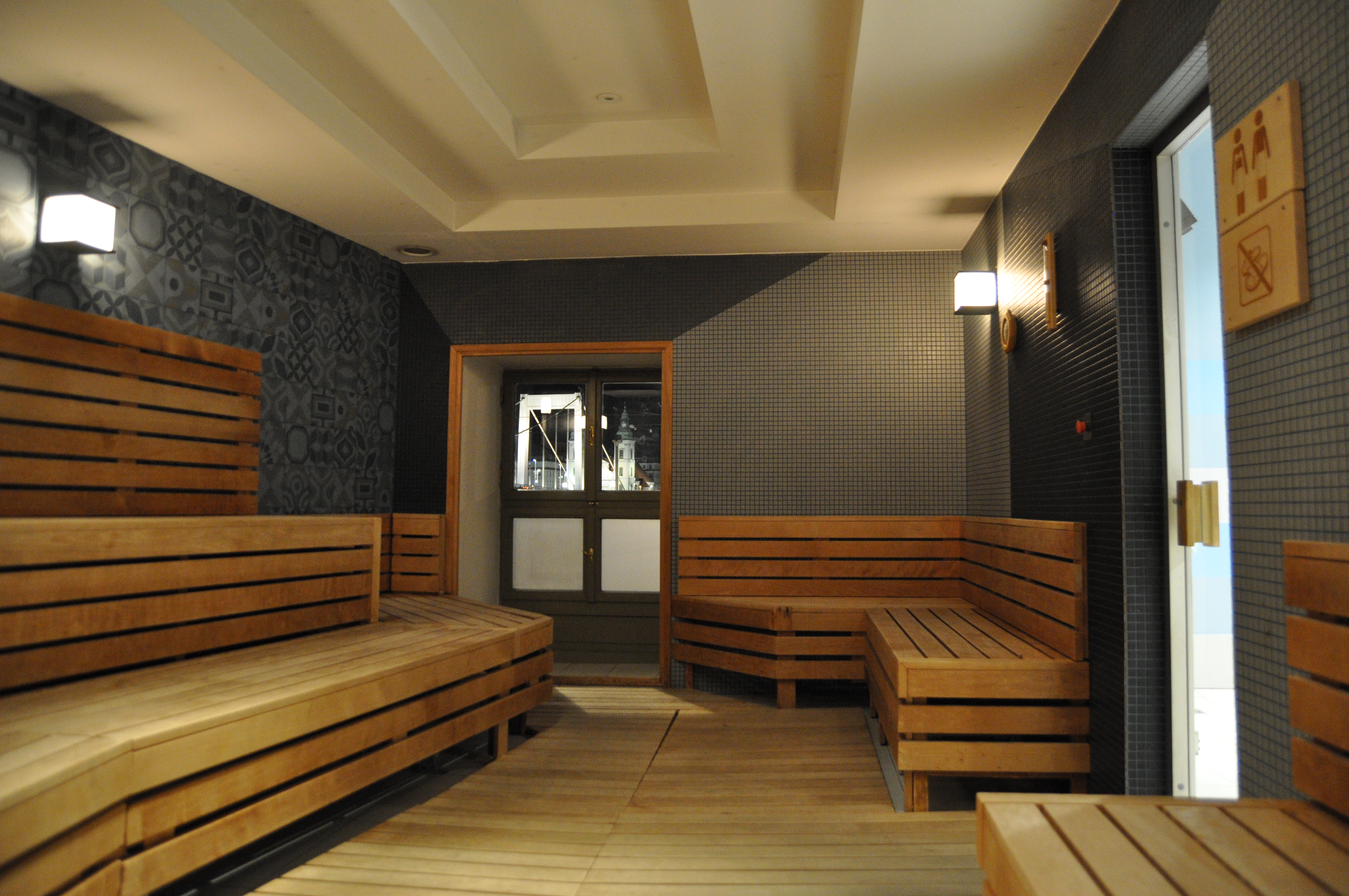
Hőlégkamra
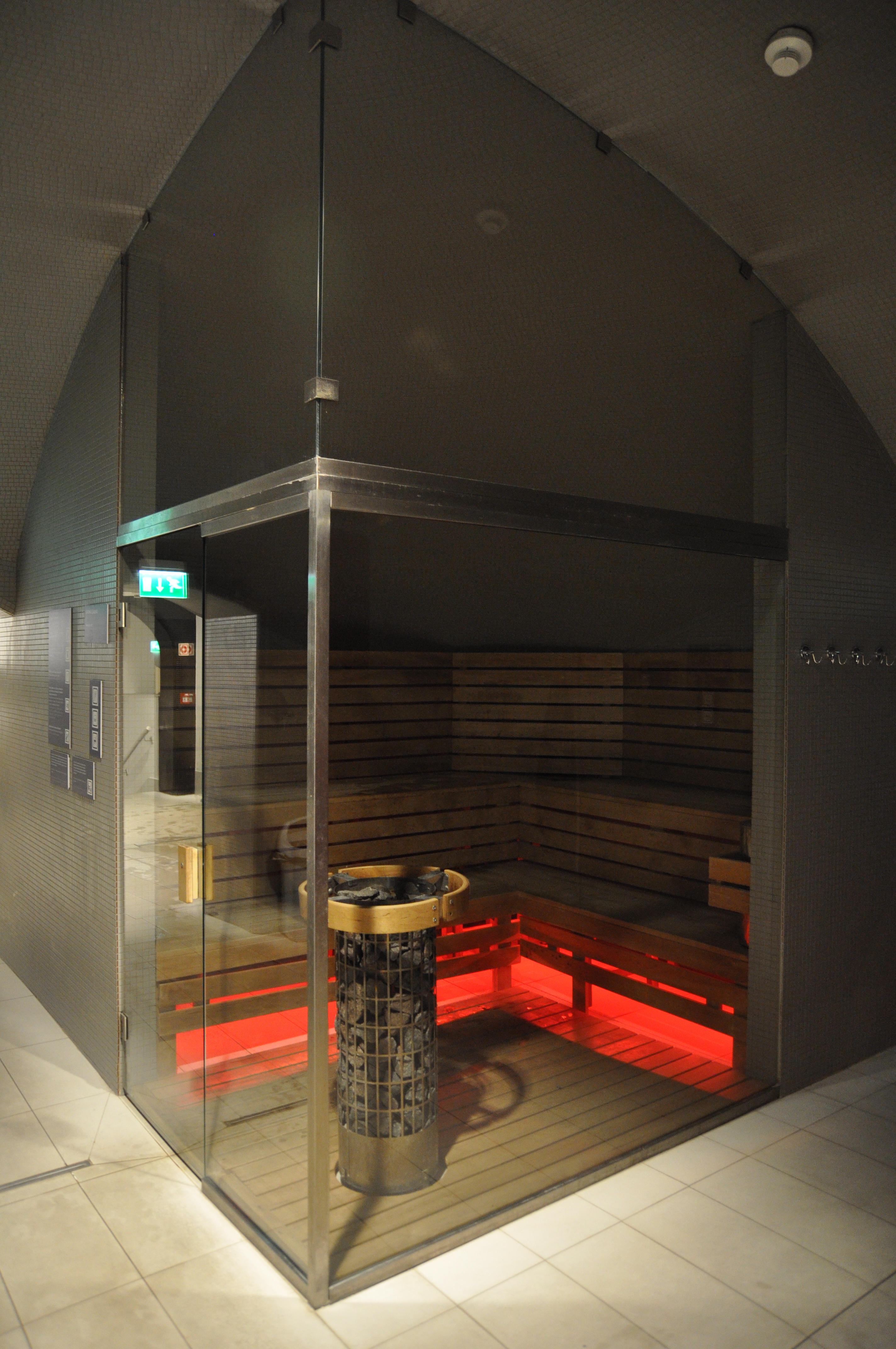
Aroma szauna
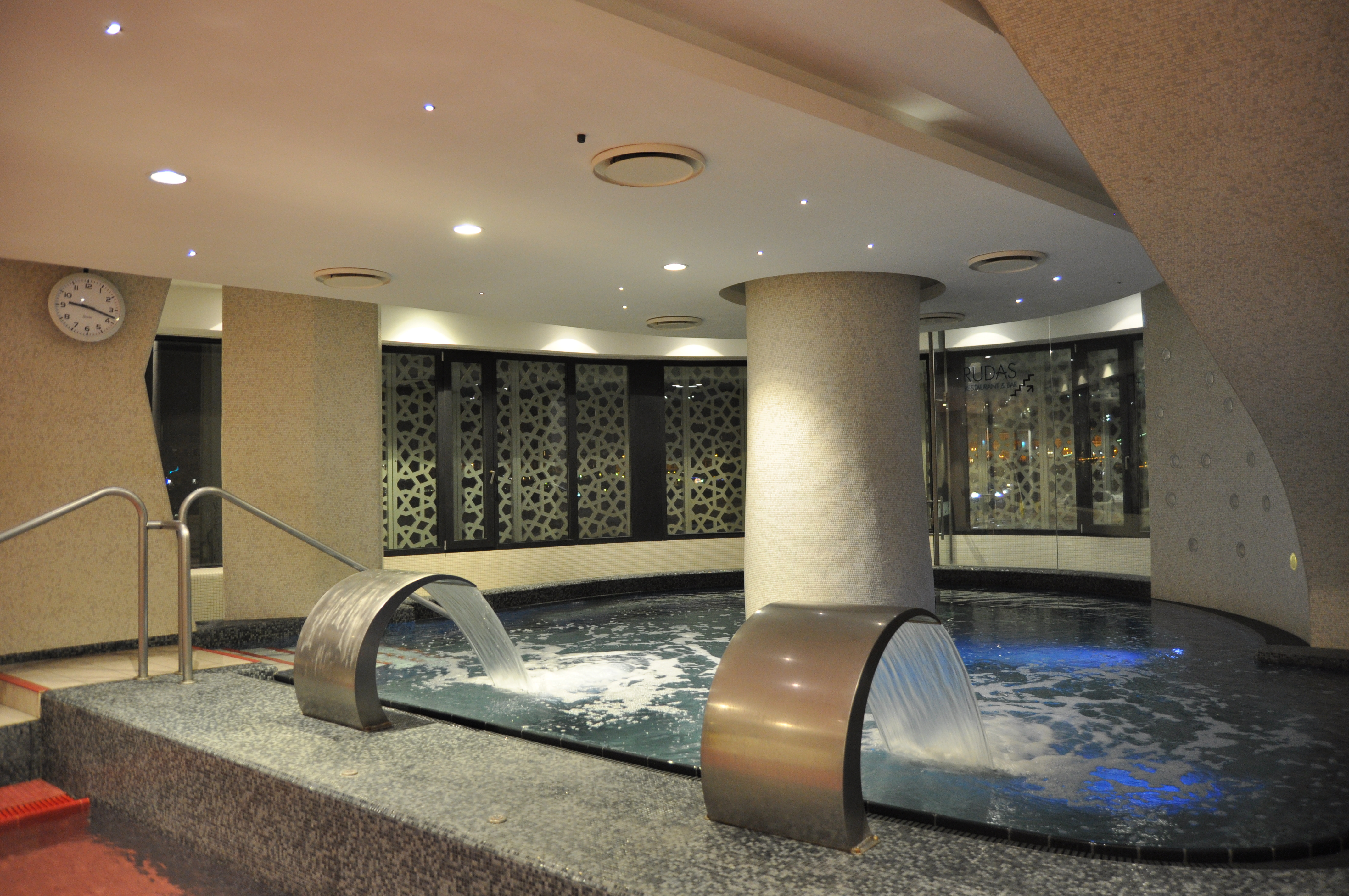
A 36 °C-os élménymedence
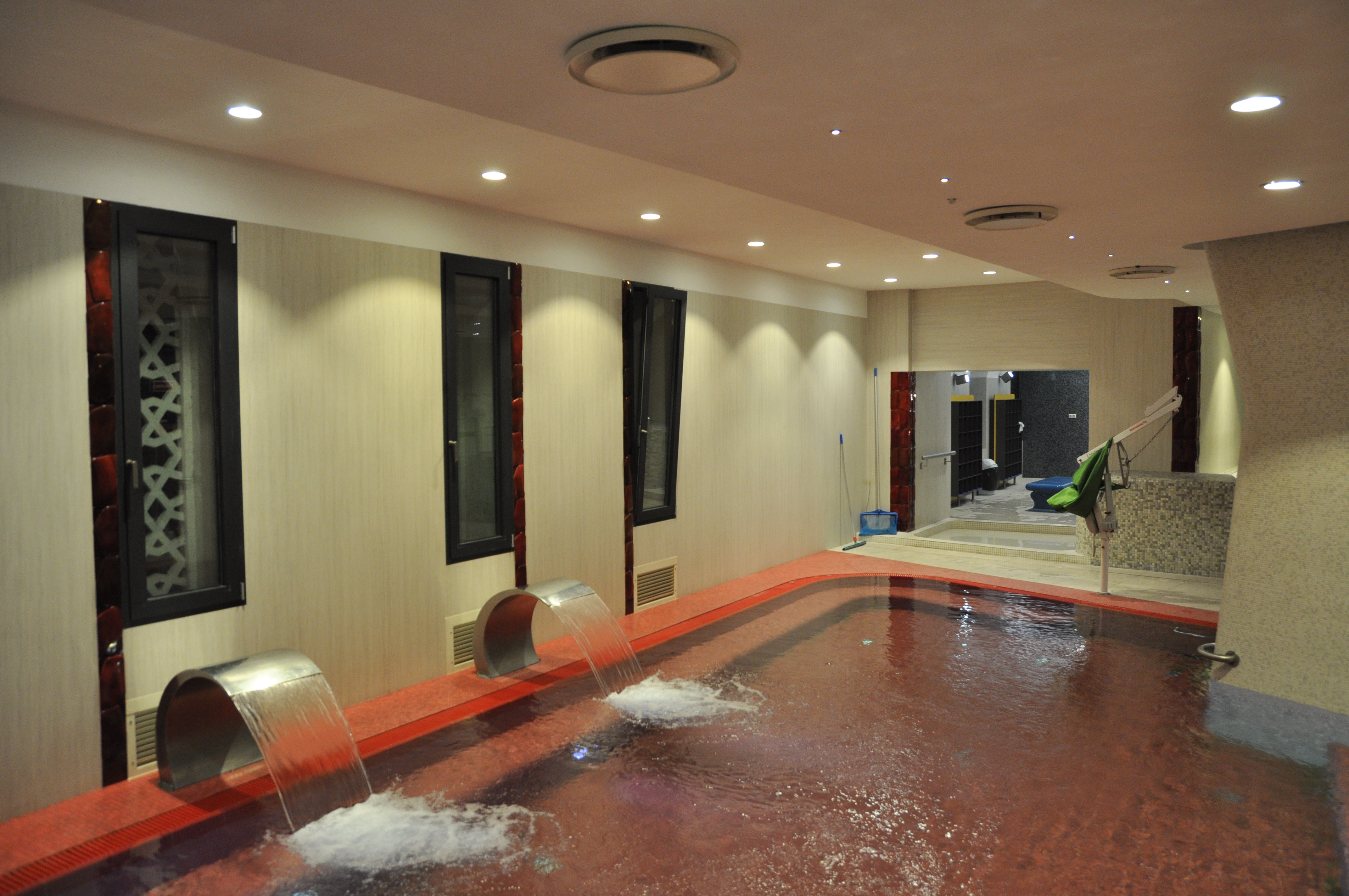
A 32 °C-os élménymedence
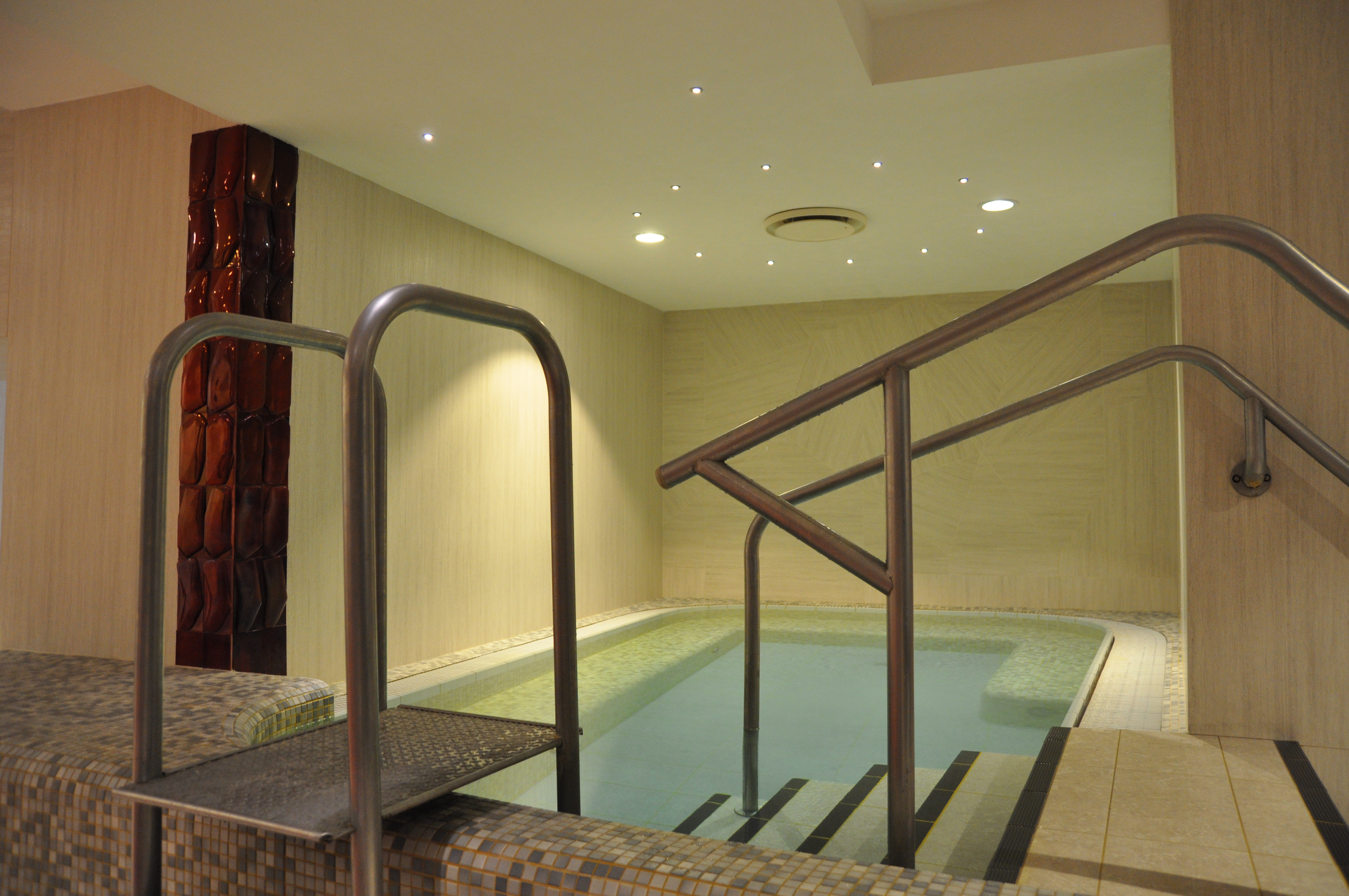
A 42 °C-os (Juventus) medence
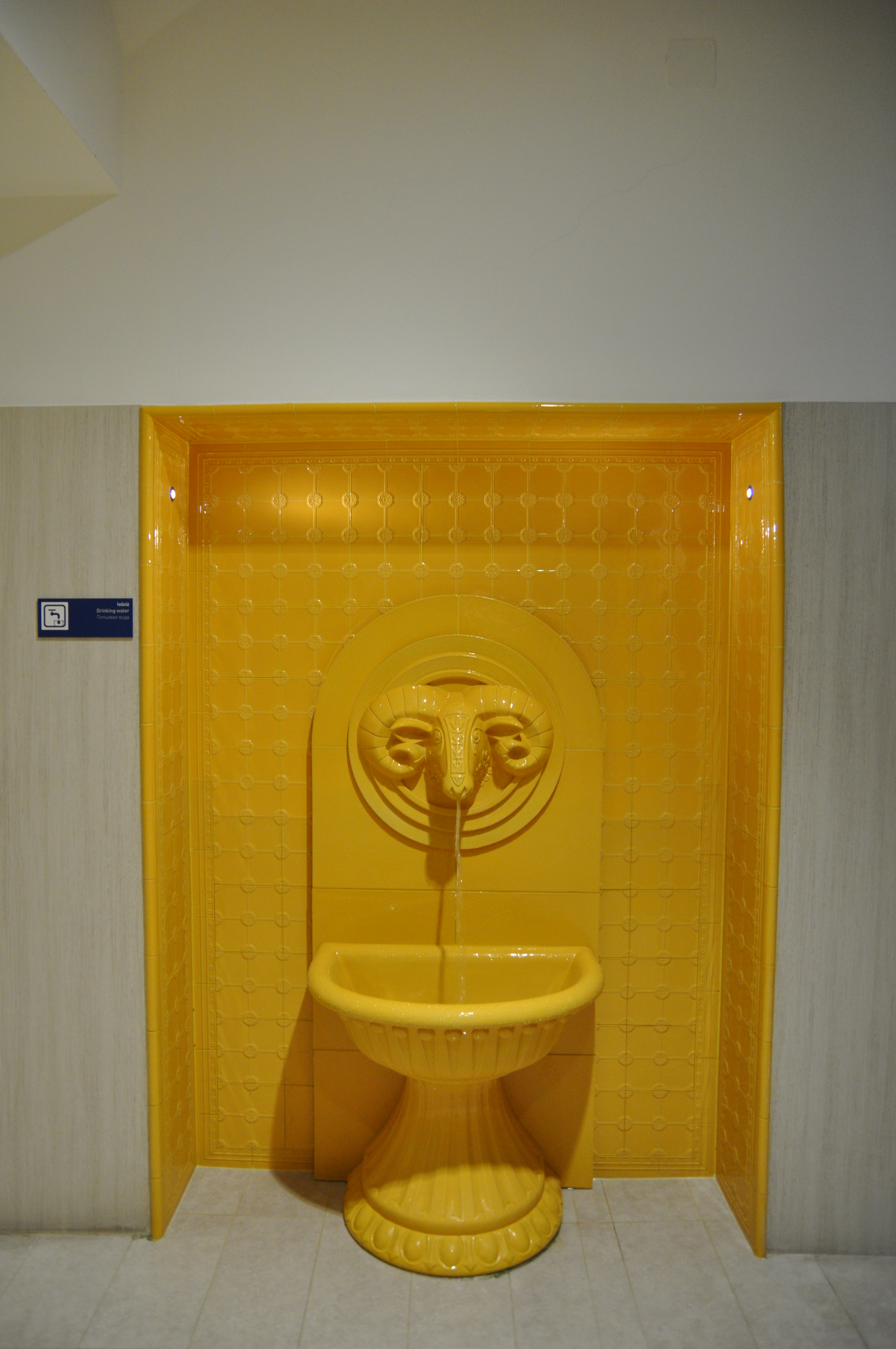
Ivóvízkút